# Feministas
Feministas var ett socialdemokratiskt feministiskt nätverk grundat av Marita Ulvskog på internationella kvinnodagen 8 mars 2005.
Feministas har enligt egen uppgift 518 aktiva medlemmar.
Feministas hemsida är tills vidare stängd.